# Kimbra
Kimbra Lee Johnson (Hamilton, 27 de marzo de 1990) más conocida por su nombre de pila: Kimbra, es una cantautora y multiinstrumentista neozelandesa. Fue ganadora de un Grammy y ha sido reconocida por el éxito de ventas en Australia de su álbum debut Vows, lanzado al público el 29 de agosto de 2011 en Nueva Zelanda, el 22 de mayo de 2012 en Estados Unidos, Canadá y América Latina y el 2 de septiembre de 2011 en Melbourne, Australia. Ha colaborado con músicos reconocidos, entre los que destaca Gotye, colaborando en el exitoso sencillo «Somebody That I Used To Know».

## Biografía

### Infancia y adolescencia
Kimbra Johnson nace en Hamilton, Nueva Zelanda donde residió durante la mayor parte de su niñez. Asistió al "Hillcrest High School", donde demostró cualidades musicales en los concursos musicales nacionales 'Rockquest' y después de tres años consecutivos de participación, alcanza un segundo lugar a la edad de 14 años.
Su educación no se inclinó a la música particularmente, sin embargo desde los 10 años comenzó a escribir sus primeras letras para canciones.
A los 12 años de edad, su padre Ken Johnson le obsequió una guitarra, y "Después de unos pocos años de lecciones, se encontraba interpretando música con su maestro de guitarra (a ella nunca se le enseñó a cantar)" En palabras de su padre.
A pesar de que sus padres no tenían una vocación directa con las artes musicales (ambos envueltos en la medicina), Kimbra demostraría un gran gusto por la música. Es remarcable que ha sido ella quien, vocalizando por su cuenta, instruye su voz.
Kimbra hizo su primer video musical en un programa televisivo infantil en Nueva Zelanda, What Now. Video que llevó el título de 'Smile'.

### Principios de carrera
Las primeras presentaciones públicas de Kimbra, incluyen el inicio de una carrera en el 'Waikato Times Gold Race" a los 10 años de edad, y la apertura de un juego de Rugby (Auckland Vs. Waikato) ante 27.000 personas con el Himno Nacional Neozelandés a los 12.
Años más tarde, después de ganar el premio Juice TV como el mejor video musical para abrirse paso (Breakthrough Video Award) en 2007, con su video 'Simply on my Lips'. Comenzaría a trabajar en letras escritas y en presentaciones en vivo cada vez más frecuentes.

### Desarrollo profesional

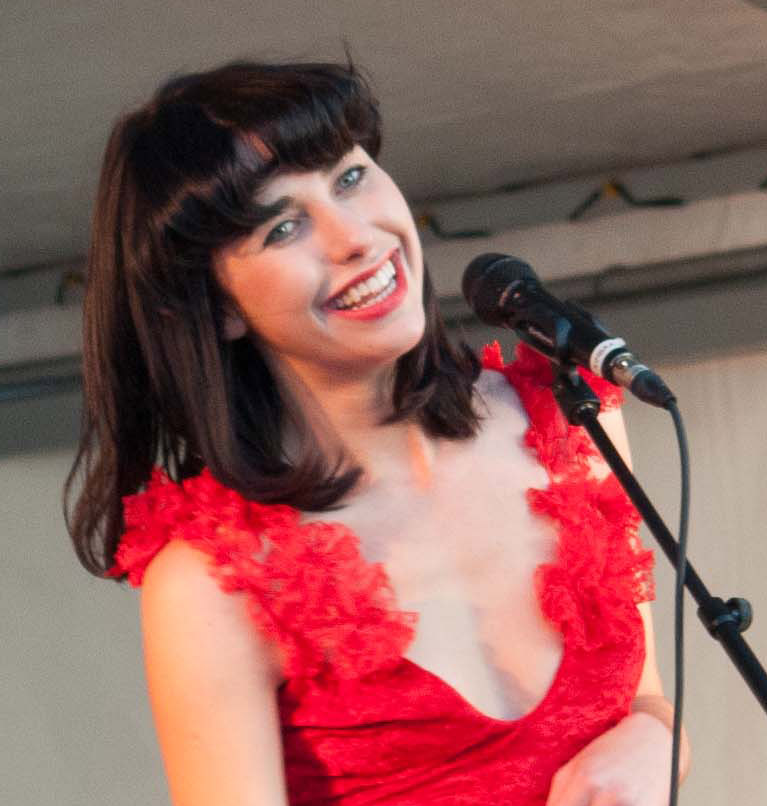
Kimbra en un concierto de 2012.

El lanzamiento de su primer álbum titulado 'Vows' a principios del último cuatrimestre de 2011 y el 22 de mayo de 2012 para Estados Unidos y Latinoamérica, marca claramente el inicio de una carrera musical profesional. Un buen empuje a su fama se debe a su participación en el video "Somebody That I Used to Know" con Gotye, compositor y músico de origen belga, quién al escuchar una presentación en vivo de Kimbra, decide invitarle a su nuevo proyecto.
Actualmente tres sencillos se desprenden de su álbum debut "Vows" (en el cual trabajó durante los últimos tres años). Siendo estos "Cameo Lover", "Good Intent" y "Settle Down" alcanzando este último el número 37 de los 40 preferidos en las listas oficiales de Nueva Zelanda y el número 3 como mejor álbum en dicha nación durante 5 semanas consecutivas.
En octubre de 2010 Kimbra graba cinco melodías: Settle Down, Cameo Lover, Plain Gold Ring, Two Way Street y Good Intent (que más tarde formarían parte de su primer álbum "Vows") en vivo en los Sing Sing Studios en Melbourne.

### 2014-2015 - The Golden Echo
Tras el éxito de su álbum debut Vows , se trasladó a Los Ángeles para trabajar en su segundo álbum de estudio. De este álbum se desprenden 3 sencillos oficiales, 90,s Music publicado el 19 de mayo de 2014 como primer sencillo, Miracle publicado el 24 de julio de 2014 como Segundo sencillo y finalmente el 15 de julio de 2015 kimbra lanza Goldmine como último sencillo de la era The Golden Echo
2017-2018 - Primal Heart
Kimbra anuncio oficialmente su tercer álbum de estudio Primal Heart que será lanzado el 19 de enero del  2018 y el 29 de septiembre lanza como primer sencillo Everybody Knows. Luego de unos días, lanza una reedición de su sencillo "Everybody Knows" editada por Apotheke orientada al maltrato intrafamiliar.
El 10 de octubre lanza como sencillo la canción "Top Of The World" con un particular video dirigido por Guy Franklin (como los demás sencillos en su carrera). El sencillo tiene la participación de Skrillex como productor.

## Discografía
- 2011: Vows
- 2014: The Golden Echo
- 2018: Primal Heart
- 2023: A Reckoning

### Sencillos
- Of God - Flies (Feat. Kimbra)
- Settle Down
- Cameo Lover
- Good Intent
- Warrior
- Two Way Street
- Come into My Head
- 90s Music
- Miracle
- Goldmine
- Sweet Relief
- Everybody Knows
- Top Of The World (Prod. by Skrillex)
- Save Me
- replay!
- foolish thinking (Feat. Ryan Lott)

## Películas
| Año  | Título         | Papel               | Notas |
| ---- | -------------- | ------------------- | ----- |
| 2012 | SXSW Flashback | Ella Misma/ Artista |       |
| 2019 | daffodils      | Maisie              |       |